# タカラ・エムシー
株式会社タカラ・エムシー (英語訳:TAKARA MC Co.,Ltd)は、静岡県静岡市に本社を置く、タカラ・エムシーグループの中核企業である。スーパーマーケット・精肉店を運営しており、スーパーマーケット業界としては、東海地方(静岡県・愛知県)及び関東地方(神奈川県・群馬県)に全43店舗展開する静岡県最大手
である。タカラ・エムシーには、「タカラマネージメントカンパニー」という意味が込められている。

## 沿革
- 1972年
  - 3月 - 有限会社静岡肉の宝屋 設立
- 1976年
  - 8月 - 株式会社肉の宝屋東海に社名変更
- 1992年
  - 8月 - 株式会社タカラ・エムシーに社名変更
- 1996年
  - 4月 敷地1丁目から桃園町9-9に移転
- 2001年
  - 7月 - 株式会社サンショップと合併
- 2003年
  - 8月 - 株式会社フードランドおよび株式会社マルジューと合併
- 2004年
  - 4月 桃園町9-9から桃園町8-17へ移転
- 2010年
  - 8月 - 黒潮水産株式会社（店舗名：グーストアー）・株式会社生鮮市場・株式会社主婦の店と合併
- 2013年
  - 株式会社望月巌商店（店舗名：話題のスーパーもちづき）の自己破産に伴い、資産を引き継ぎ、一部の店舗をフードマーケット マムに改名しオープン
- 2015年
  - 4月 桃園町8-17から現在地へ移転。
- 2016年
  - 8月 - 株式会社サンフレッシュブルームをグループ化
- 2017年
  - 8月31日 - 弁当・食材宅配のディナーサービス・コーポレーションを買収しグループ化
- 2019年
  - 2月7日 旧株式会社大黒流通チェーンを買収し、タカラ・エムシーの子会社として、新株式会社大黒流通チェーンを、設立。
  - 4月1日 ｰ 旧株式会社大黒流通チェーンとそのグループの事業を新株式会社大黒流通チェーンに譲渡し、再スタート
  - 12月25日 エースを孫会社化(大黒流通チェーンの子会社化)[5]
- 2022年
  - 1月1日 合併によりサンフレッシュブルームが、消滅[6]
  - 4月1日 - 新株式会社大黒流通チェーン全株式を株式会社オザムへ譲渡[7]し、エースを孫会社から子会社にする。
- 2023年
  - 5月25日 - 静岡県袋井市(スーパーラック跡地)に超タカラ屋が開店
  - 8月1日 - ディナーサービスコーポレーションと現代包装を吸収合併[8]
  - 9月12日 - 静岡県御殿場市にPRIME FOODS MARKET御殿場店が開店
  - 11月24日 - フレッシュマム愛川春日台店開店
- 2024年
  - 3月28日 - フードマーケットマム浜松フレスポ店が閉店
  - 4月10日 - 愛知県豊橋市にフードマーケットマム牧野店が開店
  - 6月 - MEAT FACTORY「あんず お肉の工場直売所南アルプス店」開店
  - 7月31日 - 超タカラ屋閉店[9]
  - 6月 - フードマーケットマム下川原店開店
- 2025年
  - 1月31日 - フードマーケットマム豊川店閉店
  - 4月 - BIGMOM清水高部店開店
  - 7月31日 - マム生鮮市場みずほ店、リベロマム蜆塚店、サンフレッシュブルーム豊明本店が閉店

## 店舗
2025年8月現在
- 静岡県
  - 静岡市葵区　5店舗
  - 静岡市駿河区　5店舗
  - 静岡市清水区　1店舗
  - 焼津市　1店舗
  - 藤枝市　1店舗
  - 牧之原市　1店舗
  - 菊川市　1店舗
  - 袋井市　1店舗
  - 磐田市　2店舗
  - 浜松市浜名区　2店舗
  - 浜松市中央区　4店舗
  - 富士市　2店舗
  - 駿東郡清水町　1店舗
- 神奈川県
  - 横浜市　1店舗
  - 秦野市　1店舗
  - 茅ヶ崎市　1店舗
- 愛知県
  - 豊橋市　2店舗

### マム生鮮市場
- 静岡市駿河区　1店舗

### Mom肉市場
- 静岡県浜松市　1店舗
- 神奈川県　1店舗

### 主婦の店
この店舗のみCGCグループの加盟店舗である。
- 静岡県浜松市　1店舗

### リベロ
- 静岡県
  - 掛川市　1店舗
  - 浜松市　1店舗

### アソーゲタカラ
- 群馬県　2店舗

### PRIME FOODS MARKET
- 静岡県
  - 静岡市駿河区　1店舗
  - 静岡市清水区　1店舗（コストコ再販店）
  - 御殿場市　1店舗

## グループ会社[10]
- エース(スーパー)
- GV（貨物運送・物流センター）
- フードライフデザイン(フランチャイズ)
- ユーカリ（総合卸売業・問屋スーパーYCC）
- インターフィールド（カフェ・レストラン）
  - Tartaruga：3店舗、OMOCHA：4店舗、FANTASIA：1店舗
- BEBER(レストラン)
- フラット(包装資材販売)